# تصميم إيطالي

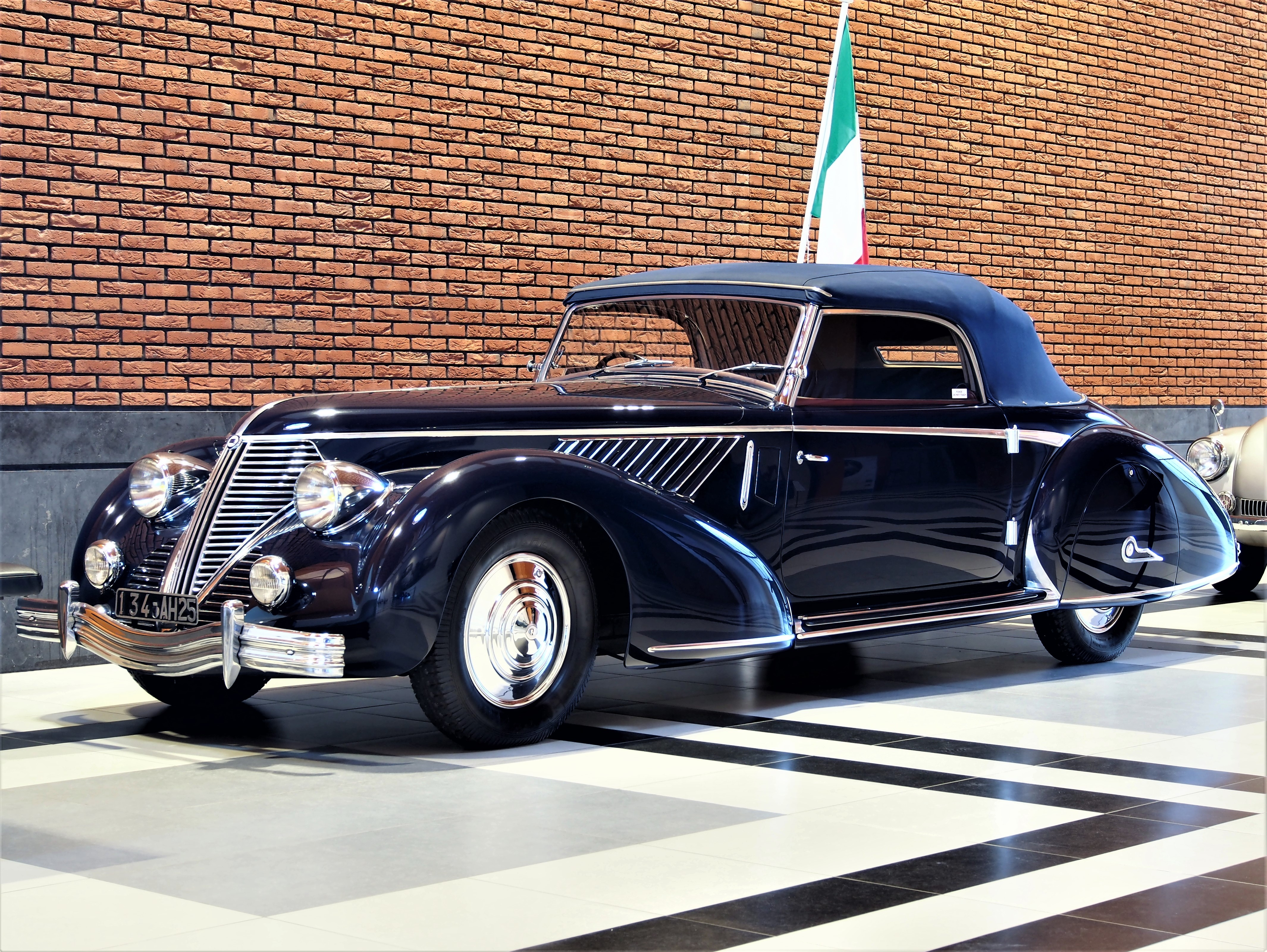

التصميم الإيطالي يشير إلى جميع أشكال التصميم في إيطاليا بما في ذلك التصميم الداخلي والتصميم المدني وتصميم الأزياء والتصميم المعماري. تعتبر إيطاليا من رواد التصميم في العالم، حيث يدعي المهندس المعماري الإيطالي لويجي كاكشيا «بكل بساطة نحن الأفضل» وأنه «لدينا المزيد من الخيال والثقافة ونحن أفضل وسطاء بين الماضي والمستقبل». لا تزال إيطاليا اليوم تتمتع بنفوذ واسع في التصميم الحضري والتصميم الصناعي وتصميم الأزياء في جميع أنحاء العالم.

## الروابط
- Bisazza